# Geophis latifrontalis
Geophis latifrontalis là một loài rắn trong họ Rắn nước. Loài này được Garman mô tả khoa học đầu tiên năm 1883.